# Platyla microspira
Platyla microspira é uma espécie de gastrópode da família Aciculidae.
Pode ser encontrada nos seguintes países: Itália e Roménia.